# Château de Pierregourde
Les ruines du château de Pierregourde sont situées sur la commune de Gilhac-et-Bruzac dans le département de l'Ardèche.

## Situation
C'est au sommet d'un piton rocheux d'une hauteur de plus de 600 mètres, que l'ancien château seigneurial domine le petit village de Gilhac-et-Bruzac. Depuis ce sommet sauvage du Haut-Vivarais, une vue exceptionnelle sur la vallée du Rhône et l'Eyrieux s'offre aux promeneurs.

## Historique
Datant du XIIIe siècle, le château de Pierregourde, dont le nom vient du vieux français "tour de guet de pierre", bien que marqué par les guerres de Religion entre protestants et catholiques, doit plutôt sa ruine au fait qu'il fut utilisé comme carrière de pierres après son abandon au XVIIe siècle.
Deux familles ont porté successivement le titre de seigneurs de Pierregourde. 
La première dynastie de Pierregourde est attestée en 1237 (Hugues Ier de Pierregourde). En 1325, Hugues IV de Pierregourde épousa Diane de la Marette, et les seigneurs de Pierregourde prirent désormais le nom de la Marette. Cette dynastie s’éteignit en 1568 lorsque Louis de Pierregourde, fils d’Alexandre de Pierregourde († 1568) et de Claude de Tailhac, qui avait embrassé le parti protestant, fut tué.
La seigneurie de Pierregourde échut alors à sa sœur, Claude de la Marette. Elle avait épousé François de Barjac († 1568), chef protestant en Vivarais. Leur fils, Isaac de Barjac († 1633), reprit le nom de Pierregourde. Il épousa en 1592 Louise de Rochebaron, veuve de Tristan de Tailhac. Leur fils, Jean-Annet, se soumit à Louis XIII en 1629 et embrassa le catholicisme. Jean-Annet épousa Marguerite d’Urre du Puy-Saint-Martin : Louise, leur unique fille, épousa en 1645 Louis de Maugiron. 

## Architecture
Il s'agit d'une construction du XIIIe siècle, retravaillée par les temps qui suivirent, que le destin emporta vite dans l'abandon et l'oubli. Hormis les morceaux de murs, il ne reste que peu de choses du château, mais les vestiges s'étalant sur la pente sud suffisent à imaginer qu'il s'agissait d'un lieu important.

## Archéologie
En 2016, une étude archéologique a été faite par Émilie Comes-Trinidad avec la collaboration de Mehdi Dhaou. Cette étude établit une chronologie d'occupation entre le XIIe-XIIIe siècle et le XVIIe siècle. L'étude a aussi trouvé des traces du travail des métaux.

### Articles connexes

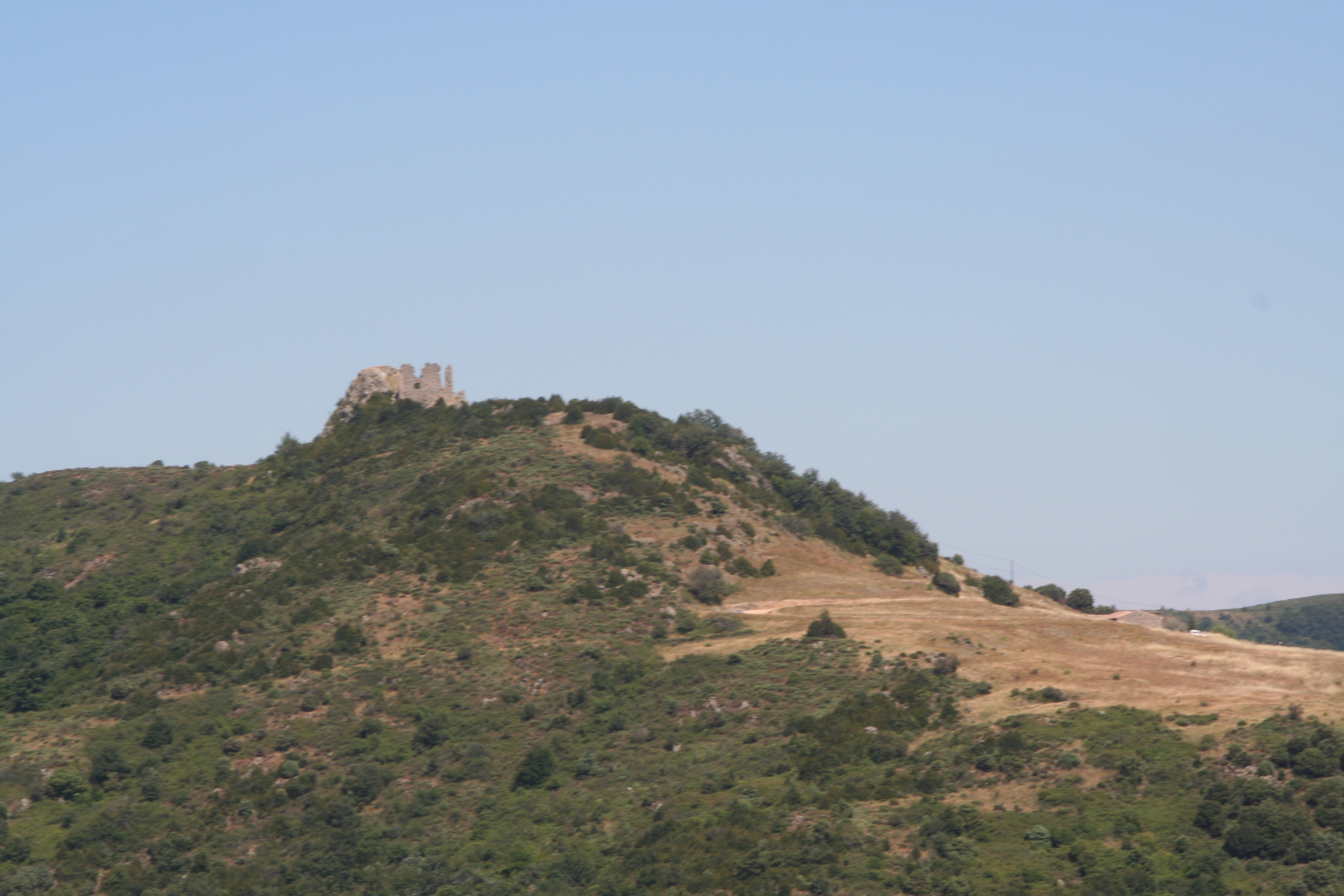
le château de Pierregourde
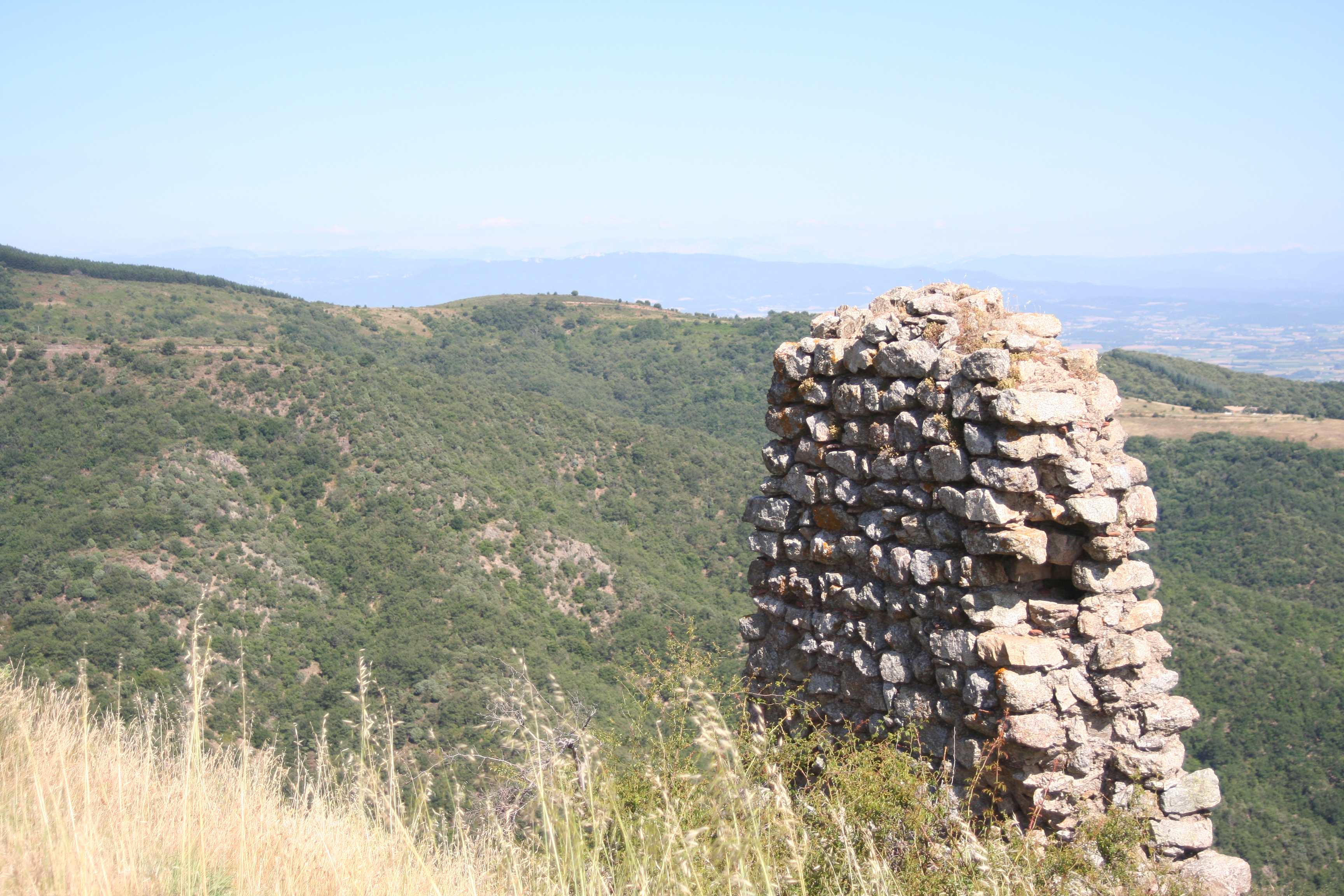
le château de Pierregourde
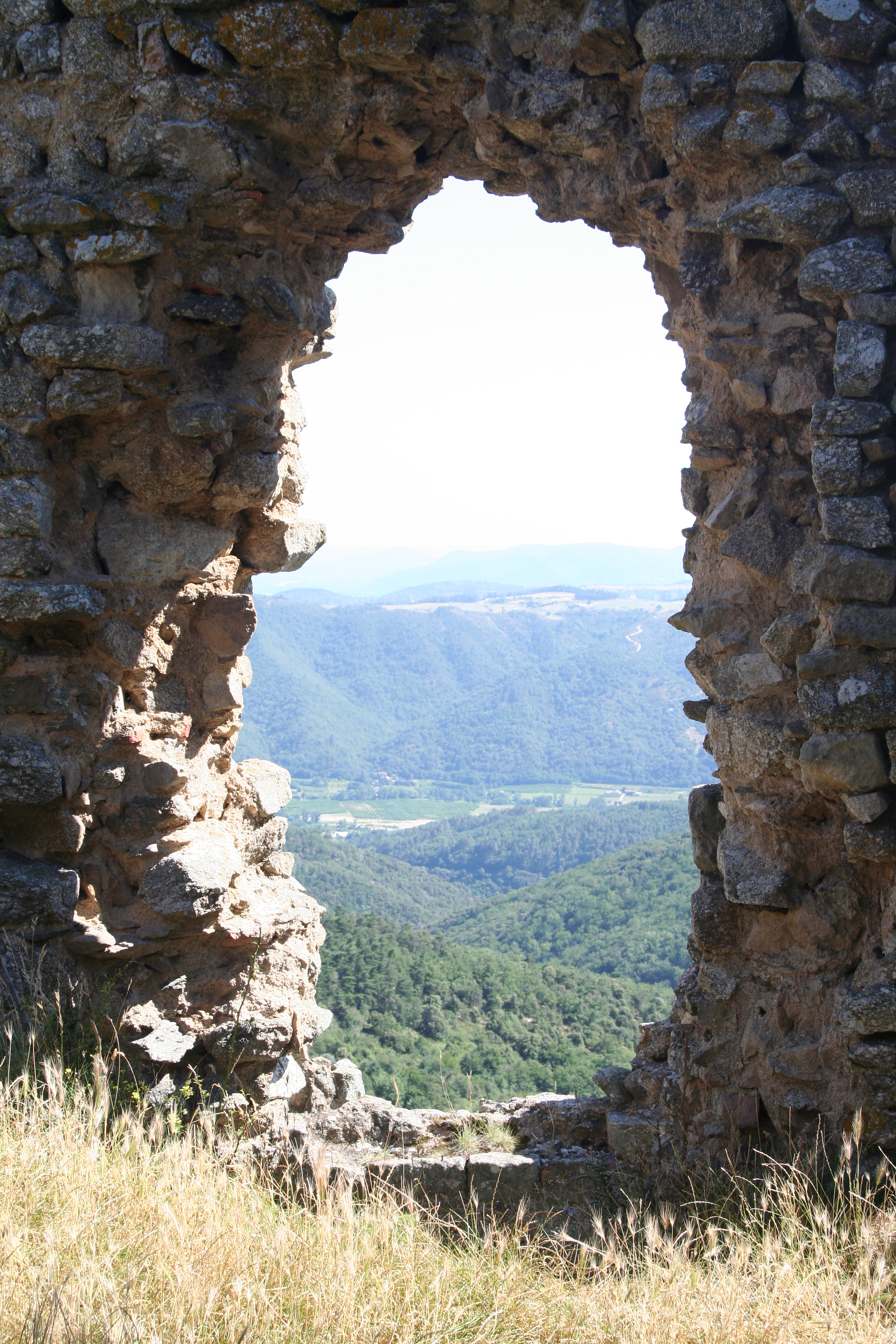
le château de Pierregourde
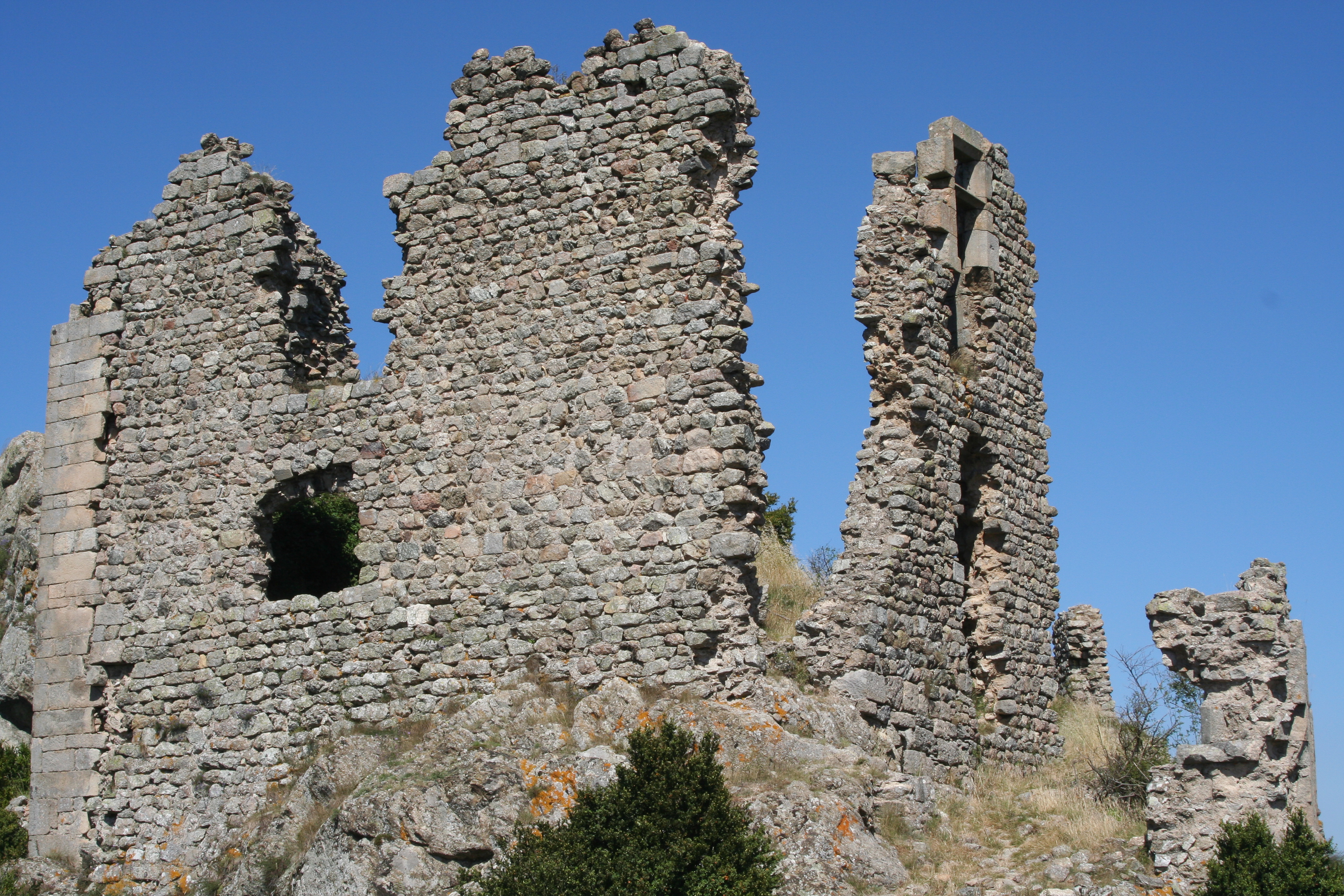
le château de Pierregourde